# Castanoclobos julaceus
Castanoclobos julaceus är en bladmossart som först beskrevs av Hatcher och J.J.Engel, och fick sitt nu gällande namn av J.J.Engel et Glenny. Castanoclobos julaceus ingår i släktet Castanoclobos och familjen Trichocoleaceae. Inga underarter finns listade i Catalogue of Life.